# Robotron
VEB Robotron (narodni kombinat Robotron) bio je najveći proizvođač elektronike u Istočnoj Njemačkoj. Sjedište tvrtke bila je u Dresdenu i 1989. godine zapošljavao je 68.000 ljudi. Proizvodnja se sastojala od: elektronike široke potrošnje (TV aparata, radio, kućnih računala, mainframe računala, osobnih računala, mini računala, te raznih perifernih jedinica. Robotron imala je sljedeće podružnice:
- VEB Robotron-Elektronik Dresden (sjedište) — pisače mašine, osobna računala, mini računala, mainframe
- VEB Robotron-Meßelektronik Dresden — instrumente za mjerenje, i kućna računala
- VEB Robotron-Projekt Dresden — softver
- VEB Robotron-Buchungsmaschinenwerk Karl-Marx-Stadt — osobna računala, floppy disk
- VEB Robotron-Elektronik Hoyerswerda — zasloni, transformatori
- VEB Robotron-Elektronik Radeberg — radio uređaji, prijenosne televizije
- VEB Robotron Vertrieb Dresden, Berlin i Erfurt — prodaja
- VEB Robotron-Elektronik Zella-Mehlis — terminali, tvrdi diskovi
- VEB Robotron-Büromaschinenwerk Sömmerda — osobna računala, pisači, kalkulatori, uređaji za bušene kartice (indeksiranje i sortiranje), uređaji za obradu računa
- VEB Robotron Elektronik Riesa — tiskane pločice